# Dječja psihologija
Dječja psihologija je grana kliničke psihologije koja se bavi ispitivanjem, procjenjivanjem i tretiranjem dječjih poremećaja.

## Povijest
Odnedavno se dječji poremećaji ne tretiraju sa stajališta poremećaja odraslih, a opširniji opis dječjih poremećaja pojavljuje se tek 1980. godine u Dijagnostičkom i statističkom priručniku unutar službenog dijagnostičkog sustava klasifikacije.
Tijekom rada s djecom dječji klinički psiholozi primijenjuju metode klasifikacije, razmatranja, procjene prilagođene dobi djece, a testove inteligencije ili znanja koje se rjeđe koriste kod odraslih pacijenata.
U obzir posebno uzimaju dječji temperament, narav interakcija roditelj-dijete, te utjecaj stresora s kojima se susreću pacijenti te dobi.
Posebnost tretmana pacijenata dječje dobi je i u njihovoj nesposobnosti davanja točnih samoiskaza pa je uz djecu uobičajeno prisutstvo roditelja, roditeljska motivacija i spremnost na suradnju.

## Tretman dječjih poremećaja
- Psihodinamska terapija
- Bihevioralna terapija
- Kongitivno-bihevioralne intervencije
- Biološke intervencije

Problem učinkovitosti tretmana u radu s djecom se iskazuju u njihovom kratkoročnom učinku, usmjereni su uglavnom kao reakcija na problem.
Teži dječji poremećaji imaju uzrok u ekonomskim, socijalnim ili psihološkim faktorima. Kod delikvencije je uključeno mnoštvo uzročnih faktora od temperamenta, preko obitelji, problema u školi, siromaštva, problema s vršnjacima.
Ozbiljni dječji poremećaji zahtijevaju dugotrajne i sveobuhvatne intervencije, što u praksi obično nije i time se ograničava dugotrajna učinkovitost.